# Українська Ельба
Українська Ельба — фестиваль автостопу, що тричі на рік збирає представників української (та не тільки) автостопної і, зокрема громадськості, що подорожує. Починаючи з весни 2004 року Українська Ельба проводиться у лісі поблизу м.Новомосковськ Дніпропетровської області (Україна). Українська Ельба в теперішній її уяві виникла завдяки Олександру Дмитрієвському, засновнику єдиного в Україні офіційного клубу автостопу «Магістраль» [Архівовано 31 березня 2013 у Wayback Machine.].
Співтовариство Української Ельби бере активну участь у спільних проектах українських автостопщиків, таких як створення Віртуального музею історії автостопу [Архівовано 29 вересня 2020 у Wayback Machine.] та Української Вікіпедії автостопу [Архівовано 1 квітня 2022 у Wayback Machine.].

## Сайти
- Офійійний сайт Української Ельби www.elba.org.ua [Архівовано 8 серпня 2020 у Wayback Machine.]
- Форум Української Ельби [Архівовано 5 серпня 2020 у Wayback Machine.]
- Фотогалерея Української Ельби [Архівовано 6 травня 2021 у Wayback Machine.]